# Шобингер, Йозеф Антон
Йозеф Антон Шобингер (нем. Josef Anton Schobinger; 30 января 1849 года, Люцерн, Швейцария — 27 ноября 1911 года, Берн, Швейцария) — швейцарский государственный и политический деятель.

## Биография
Йозеф Антон Шобингер получил образование архитектора в Швейцарской высшей технической школе в Цюрихе. Работал независимым архитектором, затем в администрации кантона Люцерн.
В 1874 году Шобингер стал членом правительства кантона, где возглавлял департамент строительства. Большую часть своего времени Шобингер посвятил расширению железнодорожной сети, особенно линии Берн-Люцерн (открыта в 1875 году) и линии Долины озёр (открыта в 1883 году).
В 1888 году был избран в Национальный совет Швейцарии, где представлял избирательный округ Зурзее-Хохдорф и входил в католическую консервативную фракцию, которую возглавлял с 1895 по 1902 годы. В 1904 году являлся президентом Национального совета. Благодаря огромному опыту работы в железнодорожной отрасли вошёл в совет директоров основанной в 1902 году Швейцарской железной дороги.
После отставки Йозефа Цемпа Шобингер стал его преемником в Федеральном совете Швейцарии. На дополнительных выборах 17 июня 1908 года получил 141 голос из 178 уже в первом туре. В 1908 году возглавлял департамент юстиции и полиции, в 1909 году — департамент торговли, промышленности и сельского хозяйства, в 1910 году — департамент финансов, в 1911 году — департамент внутренних дел.
В середине ноября 1911 года заболел острым плевритом и умер через две недели в возрасте 62 лет.